# Nowy Bukowiec (Starogard)
Pour les articles homonymes, voir Nowy Bukowiec.
Nowy Bukowiec est une localité polonaise de la gmina rurale de Skórcz située dans le powiat de Starogard en voïvodie de Poméranie. Elle se trouve à environ 19 kilomètres au sud de Starogard Gdański et 66 km au sud de la capitale régionale Gdańsk.

## Géographie

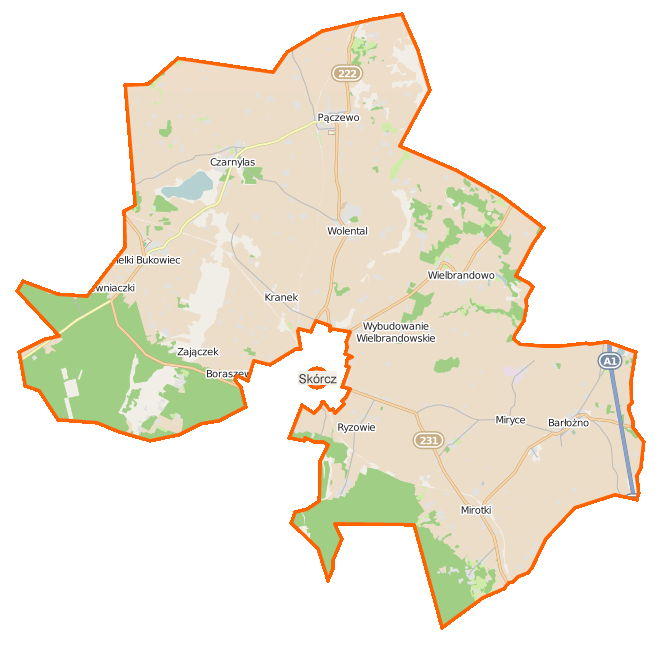
Carte de la gmina de Skórcz.